# Sporledera ravenelii
Sporledera ravenelii là một loài Rêu trong họ Dicranaceae. Loài này được (Wilson ex Sull.) A. Jaeger miêu tả khoa học đầu tiên năm 1869.